# Fosfomycine
La fosfomycine est un antibiotique à large spectre produit par certaines espèces de Streptomyces. Elle a été synthétisée pour la première fois en Espagne en 1970 par Sagrario Mochales del Val.

## Mécanisme d'action
La fosfomycine agit en inhibant la synthèse du peptidoglycane de la paroi des bactéries, plus précisément sur la pyruvate-N-acétylglucosamine-transférase qui va servir à la formation des précurseurs du peptidoglycane.

## Indication
La fosfomycine est indiquée dans le traitement des infections des voies urinaires, notamment dues à Escherichia coli, Proteus mirabilis, où elle est habituellement administrée en dose unique. Les résistances bactériennes à la fosfomycine sont courantes,,, notamment Staphylococcus saprophyticus, 2ème bactérie la plus impliquée dans les cystites de la femme jeune.
Lorsqu'elle est administrée par voie systémique (intraveineuse), la fosfomycine est presque toujours associée à une autre molécule antibiotique en tant que « partenaire ». Cela se fait principalement pour deux raisons : 1) prévenir l'émergence de résistances ; 2) exploiter l'activité synergique avec de nombreux autres antibiotiques.

## Grossesse
La fosfomycine a l'avantage de pouvoir être donnée aux femmes enceintes, contrairement à d'autres antibiotiques utilisés dans le traitement des infections urinaires basses comme la furandantine, le triméthoprime ou les fluoroquinolones.

## Effets indésirables
La fosfomycine est bien tolérée dans les expérimentations animales. Le taux d'effets indésirables est faible, il se produisent en particulier dans la zone du tractus gastro-intestinal.
Les effets indésirables suivants peuvent apparaître :
- inflammation vulvaire et vaginale ;
- maux de tête, vertiges ;
- diarrhées, nausées ;
- douleurs abdominales, vomissements ;
- réactions allergiques telles qu'urticaire, éruption cutanée et démangeaisons.

De fréquence inconnue :
- réactions allergiques pouvant évoluer vers un choc allergique : les symptômes peuvent inclure évanouissements, gonflement de la face, de la langue et de la gorge ;
- inflammation de l’intestin pouvant être à l’origine de douleurs ou de diarrhée contenant du sang (colite pseudomembraneuse).